# Yasmine (chanteuse)
Pour les articles homonymes, voir Yasmine et Rens.
Hilde Rens, dite Yasmine, née le 3 mars 1972 à Anvers et morte le 25 juin 2009 à Kontich (Belgique), est une présentatrice et interprète flamande qui chantait essentiellement en néerlandais.

## Biographie
Ouvertement lesbienne, Yasmine s'est mariée le 30 août 2003 avec Marianne Dupon, connue en Flandre comme gagnante du show télévisé "De Mol" ("La taupe"). Elle était considérée comme une "icône gay" en Flandre.
Elle a sorti son premier disque (Mooi zo) en 1991 et interprété, dans des théâtres et dans des festivals, des chansons de Leonard Cohen traduites en néerlandais.
Sa carrière à la télévision flamande commence en 1993 sur VTM, où elle présentait l'émission « Tien om te zien ». Elle rejoint ensuite TMF Vlaanderen en 1998 puis Één, la première chaîne de la VRT, pour y animer le magazine de presse people De Rode loper. De 2006 à 2009, elle présente également le programme musical « Zo is er maar één ».
En 2004, elle fête ses dix ans sur scène avec une tournée et la sortie de l'album Liefde en liedjes.
Elle met fin à ses jours le jeudi 25 juin 2009.

## Discographie

### Albums
- 1991 : Mooi zo
- 1993 : Als jij dat wil
- 1995 : Portfolio
- 1997 : Prêt-a-porter
- 1999 : Blauw
- 2001 : Yasmine
- 2004 : Liefde en liedjes
- 2004 : Vandaag (het morgen van gisteren)

### Singles
- 2000 : Suzanne (avec Frank Boeijen)
- 2000 : Vuur (Les «Miekes»: Truus Druyts, Meredith et Yasmine)
- 2001 : Ken je dat gevoel
- 2002 : Weak (du film Alias)
- 2003 : Fietsen en liefde (la chanson du Gordel (évènement de cyclisme amateur autour de Bruxelles) 2003)